# Desert Studies Center

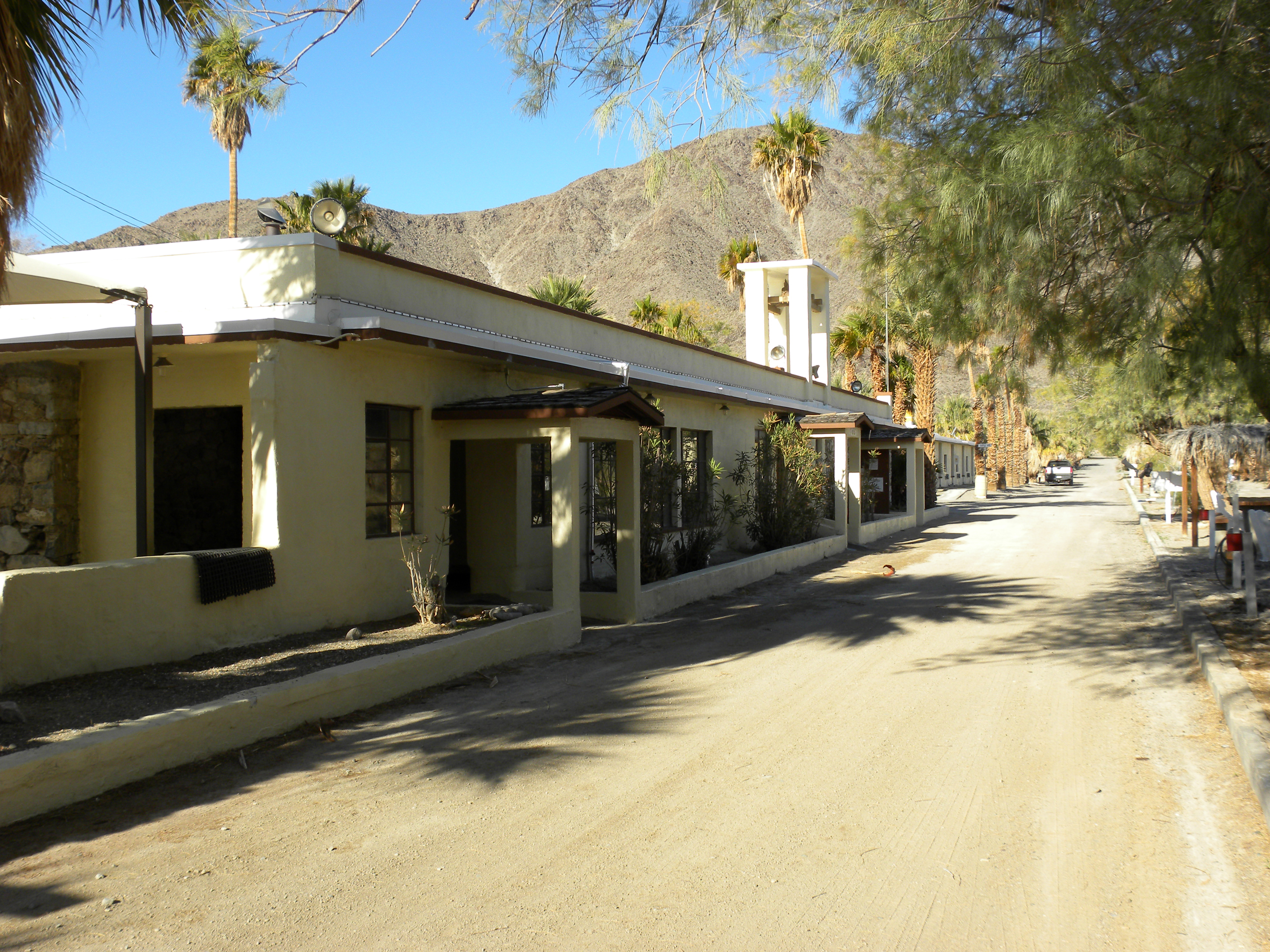
Hoofdgebouw van het Desert Studies Center in Zzyzx

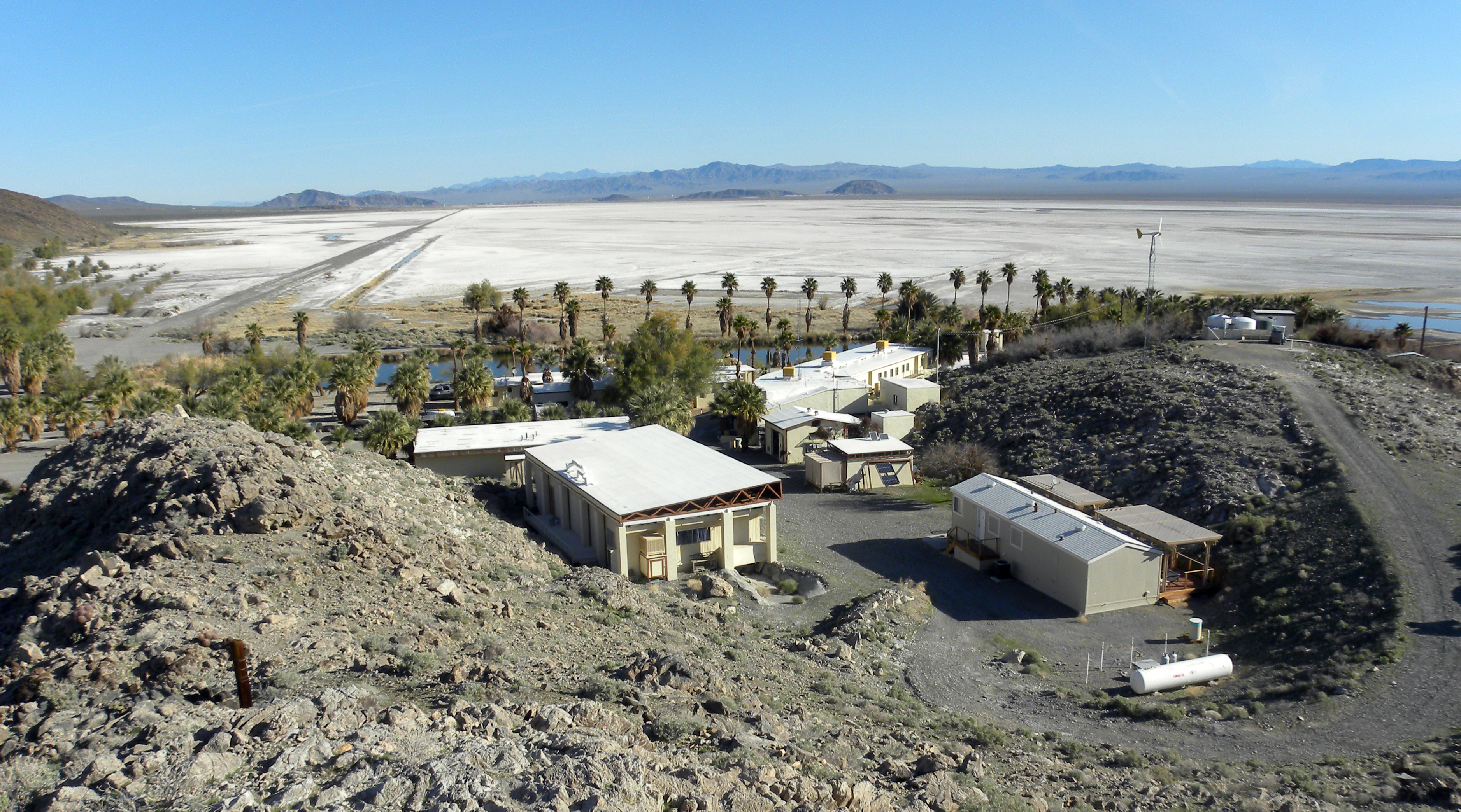
Overzicht over de onderzoeksfaciliteiten en Lake Tuenda

Het Desert Studies Center is een Amerikaans veldstation in het Californische dorpje Zzyzx in de Mojavewoestijn. Het Desert Studies Center is een onderzoeksfaciliteit van de California State University en wordt officieel uitgebaat door het California Desert Studies Consortium, een samenwerking van zeven CSU-campussen: Dominguez Hills, Fullerton, Long Beach, Los Angeles, Northridge, San Bernardino en Cal Poly Pomona.
Het onderzoekscentrum biedt wetenschappers de kans om onderzoek uit te voeren naar en in de Mojavewoestijn en er gericht onderwijs te krijgen over de woestijn. De locatie is bijzonder interessant voor biologen omdat er zo veel unieke dier- en plantensoorten in de omgeving zijn. Er leven meer dan 200 vogelsoorten in de omgeving.
Voor het Desert Studies Center zich in het station vestigde, was het van 1944 tot 1974 de locatie van het Zzyzx Mineral Springs and Health Spa, uitgebaat door Curtis Howe Springer, een tv-priester en zelfverklaard arts. De site is sinds 1976 in de handen van het onderzoeksconsortium.